# Юнион Дуала
«Юнион Дуала» (фр. Union Sportive de Douala) — камерунский футбольный клуб из Дуалы. Выступает в Чемпионате Камеруна. Основан в 1957 году. Домашние матчи проводит на стадионе «Стад де ла Реюнификацьон», вмещающем 45 тысяч зрителей.

## История
«Юнион Дуала» является одним из двух камерунских клубов наряду с «Канон Яунде», в коллекции которого имеются два выигранных международных трофея  - Кубок Чемпионов и Кубок обладателей Кубков КАФ. Лучшие годы клуба пришлись на вторую половину 70-х - начало 80-х годов, когда были выиграны оба континентальных трофея, а также два титула Чемпиона Камеруна и взят один Кубок Камеруна. После «золотой поры» команда выстреливала лишь эпизодически, выиграв своё последнее, четвертое, на данный момент первенство Камеруна в 1990 году и победив в Кубке Камеруна в 1985 и 1997 годах. Начало 21-го века принесло клубу из Дуалы три «бронзы» и одно «серебро» в чемпионате Камеруна, а также шестую победу в национальном Кубке.   

## Достижения

### Местные
- Чемпион Камеруна — 4 (1968/69, 1975/76, 1977/78, 1990)
- Обладатель Кубка Камеруна — 6 (1961, 1969, 1980, 1985, 1997, 2006)

### Международные
- Лига чемпионов КАФ (1)
  - Победитель: 1979

- Кубок обладателей Кубков КАФ (1)
  - Победитель: 1981